# Joseph Siravo
Joseph Siravo (Washington D.C., 11 maart 1955 - 11 april 2021) was een Amerikaans acteur en filmproducent van Italiaanse afkomst.

## Biografie
Siravo heeft gestudeerd op zowel Stanford-universiteit in Palo Alto als op New York University in een acteerstudie. 
Siravo begon in 1991 met acteren voor televisie in de film N.Y.P.D. Mounted. Hierna heeft hij nog diverse rollen gespeeld in films en televisieseries zoals Loving (1994), Maid in Manhattan (2002), Shark Tale (2004), The Sopranos (1999-2007) en Enchanted (2007).
Siravo was ook actief in het theater, zowel op Broadway als op off-Broadway. Zo maakte hij in 1992 zijn Broadwaydebuut als understudy in het toneelstuk Conversations With My Father. 
Siravo werkte ook als filmproducent; in 2006 produceerde hij de film Things That Hang from Trees.

## Filmografie

### Films
Uitgezonderd korte films.
- 2019 Motherless Brooklyn - als Union Boss spreker
- 2019 The Report - als John Rizzo
- 2016 Equity - als Frank
- 2015 The Wannabe - als John Gotti
- 2007 Enchanted – als barkeeper
- 2007 Turn the River – als Warren
- 2007 Rockaway – als Blitzer
- 2006 The Wild – als Carmine (animatiefilm)
- 2006 16 Blocks – als officier van justitie Haynes
- 2004 Shark Tale – als Great White (animatiefilm)
- 2002 Maid in Manhattan – als Delgado
- 2002 Porn 'n Chicken – als Roger Stone
- 2002 WiseGirls – als Gio Esposito
- 2001 Thirteen Conversations About One Thing – als chef
- 2000 Labor Pains – als Mario
- 2000 101 Ways (The things a girl will do to keep her Volvo) – als Valentino
- 1999 Snow Days – als Fredo Andolini
- 1998 Witness to the Mob – als Gene Gotti
- 1996 Walking and Talking – als therapeut van Amelia
- 1995 Animal Room – als dr. Rankin
- 1994 The Search for One-eye Jimmy – als pastoor Julio
- 1993 Carlito's Way – als Vincent Taglialucci
- 1991 N.Y.P.D. Mounted – als dief

### Televisieseries
Uitgezonderd eenmalige gastrollen.
- 2020 For Life - als Jerry McCormick - 5 afl.
- 2016 American Crime Story - als Fred Goldman - 7 afl.
- 2014 The Blacklist - als Niko Demakis - 2 afl.
- 2012 Made in Jersey - als Gavin Garretti - 5 afl.
- 2007 – 2008 Dirty Sexy Money – als rechercheur Larrabee – 3 afl.
- 1999 – 2007 The Sopranos – als Johnny Boy Soprano – 5 afl.
- 2002 – 2003 Hack – als kapitein Dalton – 2 afl.
- 1994 Loving – als Tommy Fontana - 17 afl
- 1994 Another World - als Barry Denton - 2 afl.

## Theaterwerk opBroadway
- 2017 Oslo - als Joel Singer
- 2005 – 2006 The Light in the Piazza – als Priester
- 2002 The Boys from Syracuse – kleermaker
- 1992 A Small Family Business – als Italiaanse consulent
- 1992 – 1993 Conversations With My Father – als Jimmy Scalso / Charlie (understudy)

- International Standard Name Identifier: 0000 0000 3871 8924
- Library of Congress Control Number: no00086000
- Virtual International Authority File: 51240140
- WorldCat: E39PBJgd6DX64Ww38jfvyF384q